# Ann Blyth
Ann Marie Blyth (Mount Kisco, 16 de agosto de 1928) é uma atriz e cantora americana indicada para o Óscar. Tem participação frequente no elenco de musicais de Hollywood e em papéis dramáticos.

## Carreira
Blyth nasceu na Irlanda. Seus pais, Harry e Nan Blyth, se divorciaram enquanto ela ainda era jovem. A sua mãe e a sua irmã mudaram-se para a cidade de Nova Iorque, onde passaram a frequentar escolas católicas. Com uma certa idade, Ann frequentou o Manhattan's Professional Children's School e já era artista de rádio, atuando particularmente em dramas, enquanto não terminava a escola. Após conhecer um sócio da Companhia de Ópera das Crianças de Nova Iorque, a menina jovem fez uma importante estreia na Broadway com Paul Lukas e a filha de Mady Cristian no clássico drama WWII, Watch on the Rhine (1941) de Lillian Hellman, faturou com Ann (um "extra"). Ela ficou em cartaz com o espetáculo durante dois anos.
Enquanto viajava com a peça teatral em Los Angeles, foi descoberta pelo diretor Henry Koster da Universal Studios, que lhe ofereceu a oportunidade de fazer um teste de cinema. Assinando como Ann (sem o "e") Blyth, a atriz demonstrou talento em sua estreia no filme Chip Off the Old Block (1944), em um musical estrelado com grandes nomes pela Universal, como Donald O'Connor e Peggy Ryan.
Seguiu a carreira de atriz com o filme The Merry Monahans (1944). No ano seguinte, a  Warner Bros, emprestou a atriz para fazer um papel como filha de Joan Crawford, num filme cujo enredo tratava da vida turbulenta da menina, que era atormentada pela outra filha, Veda, no clássico, ganhador do Oscar, Mildred Pierce (1945). Nesse período a atriz conquistou muitos fãs e montou sua carreira dramática.
Embora tenha perdido o Oscar de Melhor Atriz do ano para outra Anne (Anne Revere), ela foi emprestada novamente para Warner Bros. em Danger Signal (1945). Durante as filmagens, sofreu um acidente, fraturando sua coluna, com um carro que estava transportando um trenó, enquanto tirava férias. Ann teve que ser substituída do papel. Depois de uma recuperação longa (dentro de um ano e meio com uma cinta), a Universal Movie a usou em uma participação especial usando uma cadeira de rodas em Brute Force (1947).
O seu primeiro papel principal foi com o filme Sonny Tufts in Swell Guy (1946). Em vez de continuar com os musicais, Ann se voltou para o cinema com os filmes Killer McCoy (1947), em um papel perigosamente calculado em Another Part of the Forest (1948), e The Litlle Foxes(1941), no qual Ann atuou no papel de Bette Davis como Regina com uma idade mais jovem. A atriz também teve papéis na comédia, interpretou uma sereia atraente em William Powell in Mr. Peabody and the Mermaid (1948) e uma adolescente que se apaixona por um astro de Hollywood, Robert Montgomery, em Once More, My Darling (1949).
Como uma estrela nos anos 1950, Ann era escalada com papéis em operetas, comédias e melodramas. Teve papéis dramáticos como de uma menina adotada que procura a mãe biológica em Our Very Own (1950) e a injustamente condenada assassina em Thunder on the Hill (1951). Outros papéis de destaque são como esposa de Mario Lanza em The Great Caruso (1951) e em Katie Did It (1951). Como atriz que fazia papéis românticos, ela atuou durante muito tempo para Universal como uma condessa russa cortejada por Gregory Peck em The World in His Arms (1952). Os outros filmes dela incluem: One Minute to Zero (com Robert Mitchum) (1952), Rose Marie (1954), The Student Prince (1954), Kismet (1955), The Buster Keaton Story (1957), and The Helen Morgan Story (1957).

## Vida pessoal
Blyth se casou com o Dr. James McNulty, irmão do cantor Dennis Day, em 1953. Tiveram cinco filhos e viveram juntos até a morte dele em 2007.